# Crowther
Crowther är en ort i Australien. Den ligger i kommunen Young och delstaten New South Wales, i den sydöstra delen av landet, omkring 250 kilometer väster om delstatshuvudstaden Sydney.
Runt Crowther är det mycket glesbefolkat, med 4 invånare per kvadratkilometer.. Närmaste större samhälle är Koorawatha, omkring 11 kilometer nordost om Crowther.
Trakten runt Crowther består till största delen av jordbruksmark. Genomsnittlig årsnederbörd är 794 millimeter. Den regnigaste månaden är februari, med i genomsnitt 163 mm nederbörd, och den torraste är oktober, med 28 mm nederbörd.